# Натпис попа Тјеходрага
Натпис попа Тјеходрага је средњовековни ћирилични камени натпис, који се налази у Лиштанима, на подручју града Ливно у Босни и Херцеговини. Пронађен је 2003. године, током археолошких ископавања на локалитету Подворнице у Лиштанима, на југозападној страни Ливањског поља. Натпис је затечен у веома добром стању. Исклесан је ћириличним словима на црквенословенском језику, а на почетку натписа налази се уклесани крст. Превод текста на савремени српски језик гласи:
Ту лежи поп Тјеходраг — имао је пет синова — су сви у једној (истој) години били убијени

## Историја
Време настанка натписа је 12. век, када је и сахрањен поп Тјеходраг, а у истом гробу пронађен је и један женски скелет сугурно његове супруге. Оно што се зна о њему јесте да је био ожењен и да је имао пет синова који су, како се види из натписа, сви исте године страдали, вероватно у неком рату. Овај натпис за сада је најзападнији ћирилични натпис на српском етничком подручју који је настао у средњем веку.
Хрватски научници, који су и пронашли овај гроб с натписом и први га описали, тврде да је то могао бити само хрватски поп глагољаш који је као такав, иако римокатолик, могао да има жену и децу, на како кажу „ваљан, али не и на допуштен начин“. Позивају се на Први (1123. године) и Други латерански сабор (1139. године), којима се забрањује римокатоличким свештеницима да имају жене, и закључују да је вероватно живео „током прве половине 12. века“, а мало даље кажу да је поп Тјеходраг могао погинути и за време војевања византијског цара Манојла Комнина (1165-1167), дакле у другој половини XII века, из чега се види да су хрватски научници мало збуњени приликом датирања Тјеходраговог натписа у жељи да га што више приближе Првом и Другом сабору. Анализе скелета показују да се поп Тјеходраг упокојио у доби између 35. и 40. године живота. За погибију његових пет синова претпостављају да се могла догодити такође за време војевања Манојла Комнина.
Тврдње хрватских научника могу се оспорити на више начина. Поп Тјеходраг није био глагољаш јер су попови глагољаши писали глагољицом (и по томе су добили и свој назив), а натпис попа Тјеходрага исписан је на ћирилици. Шта више, упоредивши његов натпис са другим натписима насталим у средњовековној Босни и Хуму, проналазе се сличности са натписима као што су: Хумачка плоча, Благајски натпис кнеза Мирослава, натпис бана Кулина, натпис Вигња Милошевића, Натпис из Калесије код Тузле, итд. Неоспорно је да су сви ови натписи настали на српском етничком простору и да су писани ћирилицом којом су писали Срби у средњем веку, док су се Хрвати служили глагољицом.
Пошто је Тјеходраг имао највише 40 година када се упокојио, а ако се узме за могућу претпоставку да су му синови изгинули за време рата са Византијом 1165—1167. године, нема никакве теоријске могућности да је живео у првој половини XII века. Наиме, у том случају он би најкасније умро 1150, а и логично се намеће питање зашто би накнадно откопавали његов гроб и клесали натпис у којем обавештавају да му је погинуло пет синова. Стога се намеће закључак да би поп Тјеходраг најраније морао умрети или погинути кад и његови синови, или чак и после њих, јер само тако би на његовом натпису могла бити споменута смрт његових синова. Попова жена је умрла у доби од 60 година, што значи да је накнадно стављена у мужев гроб и то најмање 20 година касније. Сви ови подаци приближавају време настанка натписа крају 12. века.
Када је реч о историјским изворима који говоре о подручјима на којима је пронађен натпис, а то је околина Ливна, први пут се спомиње у повељи хрватског кнеза Мунцимира 28. септембра 892. године, у којој се наводи и ливањски жупан Желимир. Константин Порфирогенит у познатом делу „Спис о народима“ спомиње Ливно као једну од хрватских жупанија и каже да се средњовековна Хрватска „према Цетини и Ливну граничи са Србијом“. Сходно овоме, Ливно је била погранична регија између Хрватске и Србије средином 10. века када је Порфирогенит писао своје дело. Као погранична регија јасно је да су се у њој укрштали народи, културе, трговина и све остало ове две средњовековне државе, тако да је поред Хрвата у регији Ливна било и Срба, а поготово до 12. века, јер су до тада померања становништва морала узети маха. Поред овога, неки српски владари склањали су се у Хрватску када им је претила опасност по њихов живот, као што је то урадио кнез Захарије у првој половини 10. века, а Порфирогенит бележи да је тада пред бугарском војском и део Срба прешао у Хрватску када наводи: „а неки од њих умакну и оду у Хрватску“.
Првобитни опсег српског етничког простора у раном средњем веку потврђује и франачки хроничар Ајнхард, који је у својим Аналима франачког краљевства (лат. Annales Regni Francorum) забиљежио, под 822. годином, да су Срби народ који држи велики дио Далмације (лат. ad Sorabos, quae natio magnam Dalmatiae partem obtinere dicitur).
Извор који је настао пре повеље хрватског кнеза Мунцимира и Константина Порфирогенита, податак франачког љетописца Ајнхарда, који 822. године описује пропаст устанка посавских Словена под вођством Људевита Посавског, пише да се Људевит повукао испред франачке војске и пребегао Србима, који су, како он пише, у то време држали „велики део Далмације“ („magnam Dalmatiae partem“). Овде се мисли на античку римску провинцију Далмацију, у коју је спадала скоро цела територија данашње Босне и Херцеговине. На основу анализе изворних података, може се закључити да се ова српска територија налазила око планина Козаре и Грмеча и реке Уне.
Да су Срби народ чија се држава у XII веку простирала на великом делу некадашње Далмације сведоче подаци византијског писца Јована Кинама везани за догађаје из 1165. године: „А кад овај (Јован Дука), прошавши кроз земљу Срба, уђе у њу (приморску Далмацију), сва власт убрзо у највећем делу припаде цару. Тада дођоше под ромејску власт и Трогир и Шибеник, поред тога и Сплит и народ Качића и чувени град Диоклеја, који је био подигао цар Диоклецијан, Скрадин и Островица и Солин...“. Види се да се из земље Срба стизало до Качића на Цетини и приморских далматинских градова, што значи да је тадашња Србија обухватала Рашку, Дукљу, Травунију, Захумље и Неретљанску област. Свакао да је област Ливна у 12. веку морала бити изложена утицајима и миграцијама становништва из Србије.
За време босанског бана Стефана II Котроманића, 1326. године Ливно је ушло у састав државе Котроманића. Из повеља сачуваних за време власти Котроманића у Ливну, нема помена Хрвата, што може да значи да њихов број није био значајан и да су миграције становништва значајно промениле етнички састав становништва Ливањске жупе. Из свега овде наведеног закључује се да натпис попа Тјеходрага припада српској културној баштини.